# Bus-lès-Artois
Bus-lès-Artois település Franciaországban, Somme megyében. Lakosainak száma 137 fő (2022. január 1.). Bus-lès-Artois Acheux-en-Amiénois, Couin, Authie, Bertrancourt, Coigneux, Forceville, Louvencourt és Saint-Léger-lès-Authie községekkel határos.

## Népesség
A település népességének változása:
| Lakosok száma | 139  | 136  | 135  | 134  | 133  | 131  | 133  | 135  | 137  |
|               | 2013 | 2015 | 2016 | 2017 | 2018 | 2019 | 2020 | 2021 | 2022 |